# Saint-Denis-de-Jouhet
Saint-Denis-de-Jouhet é uma comuna francesa na região administrativa do Centro, no departamento Indre. Estende-se por uma área de 42,86 km². Em 2010 a comuna tinha 982 habitantes (densidade: 22,9 hab./km²).